# Ланн, Луи Наполеон Огюст
Луи Наполеон Огюст Ланн (фр. Louis Napoléon Lannes; 30 июля 1801[…], Париж — 18 июля 1874, Париж) — герцог де Монтебелло, французский дипломат и государственный деятель.

## Биография
Старший сын наполеоновского маршала Жана Ланна (1769—1809), погибшего в битве при Эсслинге, и Луизы Антуанетты Схоластики де Гёэнёк (1782—1856). В 1820 году под влиянием своего наставника Виктора Кузена участвовал в заговоре против Бурбонов. С 1821 года много путешествовал, особенно по США.
Был прикреплен к посольству Франции в Риме с виконтом де Шатобрианом. Примкнув к роялистам, выдвинулся во время Июльской монархии. Луи Филипп был давним приятелем его матери. С 1832 года был посланником в Дании (1833), Швеции, Швейцарии (1836), в королевстве Обеих Сицилий (1840). Весной 1839 года он занимал пост министра иностранных дел Франции, в 1847 году — морского министра.
Когда в 1848 году во Франции ненадолго установилась республика, герцог Монтебелло заседал в Законодательной Ассамблее. Он считался одним из самых деятельных лидеров орлеанистов, сторонников изгнанного короля. Когда Наполеон III стал императором, ему понадобились опыт, политический вес и героическое имя Ланна-младшего.
В 1858 году, к возмущению орлеанистов, Наполеон де Монтебелло вступил на службу к Наполеону III, и был отправлен послом в Россию. Несмотря на недавнее поражение России в Крымской войне, Ланну удалось склонить российскую политику к союзу со Второй империей по многим вопросам. Министр иностранных дел Франции граф Александр Валевский официально предлагал герцогу Монтебелло стать своим преемником, но тот предпочёл остаться в России.
В 1859 году, во время войны в Италии, Россия уже соблюдала дружественный Франции нейтралитет. Также Александр II сосредоточил у границы с Австрией несколько российских корпусов, чем сковал часть австрийских войск на востоке.
Летом 1864 года герцог Монтебелло вернулся в Париж, сославшись на преклонный возраст. Он занял спокойное место в Сенате и удалился от дел.

## Личная жизнь

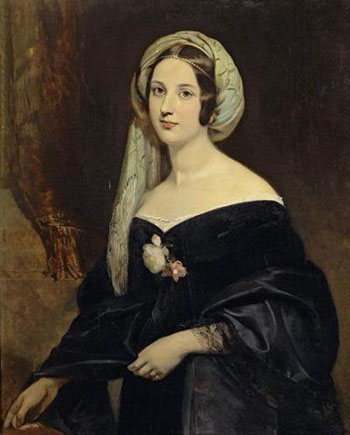
Элеонора Монтебелло на портрете кисти К.-М. Дюбюфа

В начале 1820-х годов герцог Монтебелло чуть было не женился на Ольге Жеребцовой (1807—1880), ставшей в 1826 году женой графа А. Ф. Орлова; как невеста, она уже носила на браслете его портрет, но почему-то свадьба не состоялась.
Монтебелло женился 10 июля 1830 года в Лондоне на Элеоноре Дженкинсон (1810—1863), дочери сэра Чарльза Дженкинсона (1779—1855), 10-го баронета. В браке имели двух дочерей и шесть сыновей, один из них Гюстав Луи (1838—1907). Герцогиня Монтебелло умерла в октябре 1863 года в Санкт-Петербурге. На её похоронах был весь двор, начиная с великого князя Николая Николаевича,  герцога Мекленбургского, принца Ольденбургского и герцога Лейхтенбергского.